# Чешуево
Чешуево — село в Рыбновском районе Рязанской области России, входит в состав Вакинского сельского поселения.

## География
Село расположено в 8 км на юго-восток от центра поселения села Вакино, в 14 км на север от райцентра города Рыбное.

## История
Село Чешуево в начале XVI века придано было Аксеном Бесковым «Пречистой Солотчинской». В 1615 году великая княгиня Рязанская Анна дала Солотчинскому игумену Арсению грамоту с освобождением от повинностей крестьян села Чешуева. Церковь Воскресения существовала в селе в начале XVII века. По окладным книгам приходских дворов при ней значилось 19. В 1734 году была построена новая церковь того же наименования, в 1875 году церковь была отреставрирована
.
В XIX — начале XX века село входило в состав Волынской волости Рязанского уезда Рязанской губернии, с 1924 года — в составе Рыбновской волости. В 1905 году в селе был 121 двор.
С 1929 года село являлось центром Чешуевского сельсовета Рыбновского района Рязанского округа Московской области, с 1937 года — в составе Федякинского сельсовета Рязанской области, с 2005 года — в составе Федякинского сельского поселения, с 2014 года — в составе  Вакинского сельского поселения.

## Население
| 1859 | 1897 | 1906 | 2010 |
| ---- | ---- | ---- | ---- |
| 403  | ↗535 | ↗738 | ↘2   |